# Tequila Herradura
Tequila Herradura (oficialmente Grupo Industrial Herradura) es una destiladora de tequila, localizada en Amatitán, Jalisco. Formalmente fue fundada en 1870 por Félix López y el negocio ha permanecido en la familia por más de 125 años. Desde el 2007 es propiedad del fabricante de licores estadounidense Brown-Forman, sin embargo el tequila sigue haciéndose en el mismo lugar y en las mismas instalaciones de la subsidiaria mexicana. Los productos tequileros que se venden bajo el nombre de "La Herradura" siguen siendo hechas al 100% de agave, de las maneras tradicionales como las del siglo pasado. La compañía hace otros productos tequileros como "El Jimador", un tequila que prevalece el espíritu de la mezcla del tequila, que es el más vendido en México, así como New Mix, un tequila y refresco de pomelo. Desde su adquisición por parte de Brown-Forman, Herradura ha tenido una serie de esfuerzos de promoción en México y Estados Unidos, entre ellos invitando a artistas a utilizar barriles de tequila en las bases de las piezas de arte, que luego se muestran y son subastados con fines benéficos.

## Historia
El primer dueño conocido de las propiedades de producción de tequila fue Feliciano Romo en los inicios del siglo XIX. La historia oficial de la Herradura comenzó con Félix López, quien comenzó como el administrador de destilería bajo el mando de Josefa Salazar y sus hijos. En 1870, López se hizo cargo de los campos de agave y destilería y los registró como productor de tequila bajo el nombre de Hacienda San José del Refugio.
Félix López se casó con Carmen Rosales y tuvieron dos hijos, Aurelio y María de Jesús. La pareja modernizó la producción de tequila en la hacienda, construyendo instalaciones que se mantuvieron en uso hasta 1963. López murió en 1878 y Rosales tomó control del negocio junto con su hermano Ambrosio Rosales y su esposa Elisa Gómez Cuervo. Posteriormente, el negocio fue heredado por Aurelio López.
La construcción de los ferrocarriles, a finales del siglo XIX, permitió que se pudiera distribuir con mayor facilidad a otras partes de México, incrementando la popularidad del tequila en el país. Para este momento, la hacienda tequilera era bien conocida, con Aurelio dándole el nombre de Herradura. El nombre, que significa zapato de caballo en español, es un hecho que proviene de la constatación de una herradura en la propiedad hacendaria. Las historias varían pero una contada por la página web de la compañía dice que fue fundada en los inicios de los noventa, por Aurelio, mientras inspeccionaba los campos de agave. Brillaba como oro y las herraduras eran guardadas para la suerte, dándole este nombre al tequila posteriormente. En 1920 la Guerra Cristera estalló, con Aurelio y su hermana María de Jesús como simpatizantes. En un punto, el gobierno rodeó la hacienda, pero los hermanos fueron capaces de escapar. De cualquier manera, Aurelio nunca regresó a esta hacienda.
La hacienda pasó a manos del sobrino de Aurelio, David Rosales, quien mantuvo el tequila 100% agave, a pesar de la tendencia de crear mezclas para bajar costos. En 1928, registró la marca Herradura en la Ciudad de México con una herradura como logo. María de Jesús tuvo la oportunidad de regresar a la Herradura y se distinguió por hacer obras de caridad en el pueblo de Amatitlán, incluyendo la construcción de pozos en una zona con poca agua.
La hacienda y la marca “La herradura” han permanecido en la familia por más de un siglo. En 1960, la antigua fábrica se desmanteló para crear una nueva, pero manteniéndola como un museo. Durante este tiempo, el tequila Herradura Añejo con Reposado fue introducido en 1974. En 1994, la marca El Jimador fue introducida y se convirtió en el #1 en ventas en México. New Mix, un cóctel de tequila pre elaborado se introdujo en 1997 y también se convirtió en la bebida más vendida en su especie.
En 1990, hubo un conflicto sobre las ventas de acciones de la sociedad por parte de algunos miembros de la familia, así como la cosecha de agave. Parte de los problemas legales provienen de la venta a entidades extranjeras. En 2004, Herradura compró de vuelta las acciones vendidas a extranjeros, haciendo que la empresa fuera 100% de dueños mexicanos, otra vez. Para este momento, la compañía controlaba el 30% del mercado tequilero de México, siguiendo fortaleciendo el porcentaje de José Cuervo de compartir.
De cualquier manera, en 2007 la compañía entera fue vendida por 876 millones de dólares a la compañía estadounidense Brown-Forman, que produce otras bebidas de alcohol, tal como Jack Daniel’s, Southern Comfort, Finlandia Vodka y Korbel Champagne Cellars. Ese mismo año Herradura fue nombrada "mejor destilería del 2007" por Wine Enthusiast Magazine.
Desde 2007, la compañía se convirtió lentamente más reconocida internacionalmente. Cuando Brown-Forman la compró, la compañía fue vendida en 53 países. Actualmente se vende en 136 países a través de la red de Brown-Forman en Europa, América del Sur, América del Norte, y Asia. Su cuota de mercado en los Estados Unidos y otros países también está creciendo.

## Instalaciones
A pesar de la compra por parte de Brown-Forman, las instalaciones siguen estando en Amatitán, Jalisco y son llevadas por el Grupo Industrial Herradura bajo el mando de Randy McCann. La hacienda cuenta con una serie de leyendas e historias de fantasmas. Estas incluyen observaciones de edad de la conquista e historias relacionadas con varios túneles que fueron excavados en la propiedad de la hacienda durante la Guerra Cristera. Durante la historia, la compañía ha ejecutado todos los aspectos de la producción del tequila, desde la cosecha del agave, hasta el embotellamiento del producto final.  La marca de tequilas Herradura siguen haciéndose con corazones de agave tostados en hornos de barro y fermentado con levadura silvestre. A finales del 2000, la compañía invirtió un promedio de 15 millones de dólares en plantas para el tratado de agua, la destilería Amatitán, nuevos laboratorios y otras facilidades. La planta tiene un ranco de ISO 9001-2000, brindado por AENOR México y produce 18 millones de litros anualmente.
La hacienda es parte del sector turístico del área económica, así como el tren Tequila Express que llega a Amatitán, proviniendo de Guadalajara.

## Productos
Herradura produce tequila basado en bebidas bajo "Herradura", Hacienda de Cristero, Gran Imperio, El Jimador y la bebida lista para tomar New Mix. Los tequilas de la marca Herradura son hechos 100% a base de Agave Azul Tequilana Weber.  Como un tequila auténtico, embotellan con certificación del gobierno de México. La marca Herradura incluye productos como Herradura Blanco (46% alcohol), Herradura Blanco Suave (40%), Herradura Reposado (40%), Herradura Antiguo (38%), Herradura Añejo (40%) y Selección Suprema (40%). Las variedades más vendidas son Reposado, Añejo y Selección Suprema. Herradura introdujo el primer tequila reposado en 1974 y el primer Selección Suprema Extra Añejo. El tequila Reposado es añejado por once meses (uno más de lo normal) en barriles de madera. Selección Suprema es dejada añejar por 49 meses en barricas de roble. En 2012, la compañía rediseñó el empaque de Selección Suprema para reflejar la naturaleza tradicional en la cual es hecho el tequila extra añejo.
Otra marca importante es el Jimador, sacada al mercado en 1994 y nombrada así en honor a aquellos que cosechan las plantas de agave. El Jimador es un tequila hecho al 100% de agave. Es el tequila con mayores ventas en México con un mercado que alcanza el veinte por ciento.
New Mix es un tequila enlatado y una bebida gaseosa de toronja, la cual contiene un cinco por ciento de alcohol. También es un producto de los más vendidos en México en su tipo.

## Promoción

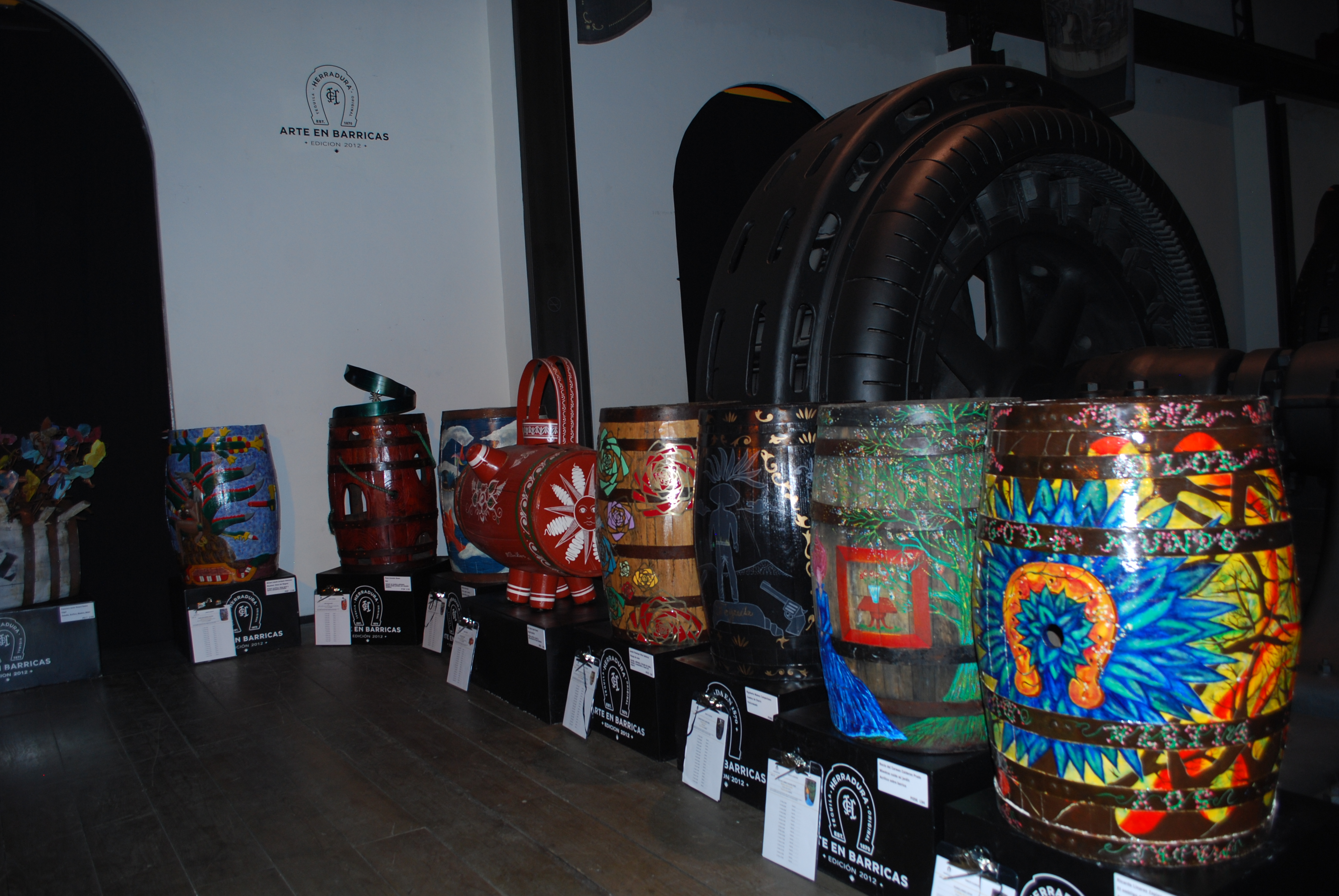
Barriles de Tequila convertidos en piezas de arte como parte de la subasta de Arte en Barricas en la Ciudad de México

Desde la adquisición por parte de Brown-Forman, Herradura ha tenido un número muy elevado en cuanto a los esfuerzos promocionales en Estados Unidos y México. Herradura fue seleccionado en “Official Tequila for Kentucky Derby” en 2008. En 2010 se creó un programa en Estados Unidos llamado “Buy-the-Barrel” (Compra el barril, en español), dirigido a conocedores del tequila para comprar barriles completos de Reposado, con rendimiento para un aproximado de 240 botellas. En 2011, la compañía comenzó la competencia de “Arte en Barricas”, invitando artistas para usar los barriles de tequila y crearan trabajo artístico. Por su 142.º aniversario, en 2012, la compañía invitó a 142 artistas, algunos de ellos conocidos internacionalmente, como José Luis Cuevas y Sebastián.  Los artistas participaron en Arte en Barricas por tres premios de 20,000 pesos y un premio de 10,000 pesos. El trabajo resultante fue desplegado en varios museos del país y posteriormente subastado con finalidades de caridad: Bécalos, el Museo de Arte Popular, Solo por Ayudar y Hogar Cabañas.

## Principales Productos
- Tequila Herradura Blanco 46° % Alcohol Volumen
- Tequila Herradura Blanco Suave 40° % Alcohol Volumen
- Tequila Herradura Reposado 40° % Alcohol Volumen
- Tequila Antiguo de Herradura 38° % Alcohol Volumen
- Tequila Herradura Añejo 40° % Alcohol Volumen
- Tequila Herradura Ultra 38° % Alcohol Volumen
- Selección Suprema 40° % Alcohol Volumen
- Hacienda del Cristero 40° % Alcohol Volumen
- Gran Imperio 38° % Alcohol Volumen
- El Jimador° 35% Alcohol Volumen
- New Mix 5° % Alcohol Volumen(Bebida lista para beber, siendo una mezcla de Tequila Jimador y Refresco de Toronja)